# Ivanjkovci
Ivanjkovci este o localitate din comuna Ormož, Slovenia, cu o populație de 277 de locuitori.